# Maaikes Dagboekje
Maaikes Dagboekje is een strip van Maaike Hartjes waarin ze op een minuscuul formaat grappige dingen optekent die ze dagelijks meemaakt. De delen Hong Kong dagboek en Donker - Zuid-Afrika dagboek zijn reisverslagen. Het album Burn-out dagboek uit 2018 beschrijft de periode dat Hartjes een burn-out meemaakte na een grote frustrerende opdracht.
Hartjes tekende aanvankelijk realistisch, maar raakte al snel uitgekeken op dat formaat. Bij studio Funny Farm in Arnhem moedigden ze haar aan haar dagboekstripjes te publiceren.
Maaikes Dagboekje verschijnt in de Nederlandse tijdschriften Viva en Zone 5300. In albumvorm werden de stripjes eerst in eigen beheer uitgegeven, en later door uitgeverijen als De Harmonie, Oog & Blik en Nijgh & Van Ditmar.